# Xystridura
Xystridura is een geslacht van uitgestorven trilobieten, dat leefde tijdens het Midden-Cambrium.

## Beschrijving
Deze 6 cm lange trilobiet was in omtrek breed ovaal. Het tweemaal zo brede als lange kopgedeelte met een sterk doorgroefde glabella (het centrale deel van het kopschild) was bezet met grote ogen. De hoeken van het kopschild waren verlengd tot korte genale stekels. Het met 13 segmenten bezette borststuk had een centrale as, die daar veel smaller was dan de diep gegroefde pleurale lobben. Het gegroefde staartschild bevatte ook stekels langs de achterrand. Het geslacht leefde op of nabij de sedimentaire zeebodem.